# Pięciostawiańska Turnia
Pięciostawiańska Turnia (słow. Veterný štít, niem. Fünfseenspitze, węg. Öt-tavi-csúcs) – turnia o wysokości ok. 2515 m n.p.m. znajdująca się w długiej południowo-wschodniej grani Wyżniego Baraniego Zwornika w słowackich Tatr Wysokich. Od pobliskich wierzchołków Juhaskiej Turni (na zachodzie) i Sępiej Turni (na wschodzie) oddzielona jest dwiema przełęczami, odpowiednio: Pięciostawiańską Przełączką i Sępią Przełączką. Podobnie jak sąsiadujące obiekty nie jest ona dostępna żadnymi znakowanymi szlakami turystycznymi, na jej wierzchołek wstęp mają jedynie taternicy. Najdogodniej osiągnąć turnię od strony Sępiej Przełączki.
W północnych ścianach Pięciostawiańskiej Turni, opadających do Doliny Dzikiej, znajduje się Dzika Galeria – wielki system tarasów prowadzący spod Spiskiej Grzędy aż pod wierzchołek Sępiej Turni. Z kolei na południe od grani odgałęzia się długa grzęda, kończąca się w okolicach Spiskiego Kotła w Dolinie Pięciu Stawów Spiskich.
Polska, niemiecka i węgierska nazwa Pięciostawiańskiej Turni pochodzi od położonej poniżej niej Doliny Pięciu Stawów Spiskich. Słowacka nazwa natomiast została utworzona sztucznie bez związku z innymi nazwami, po jej przetłumaczeniu na język polski otrzymamy Wietrzny Szczyt.
Pierwsze wejścia turystyczne:
- Gyula Dőri i Károly Jordán, 18 lipca 1901 r. – letnie,
- Eugen Fehér i Milan Valovič, 23 kwietnia 1953 r. – zimowe[2].

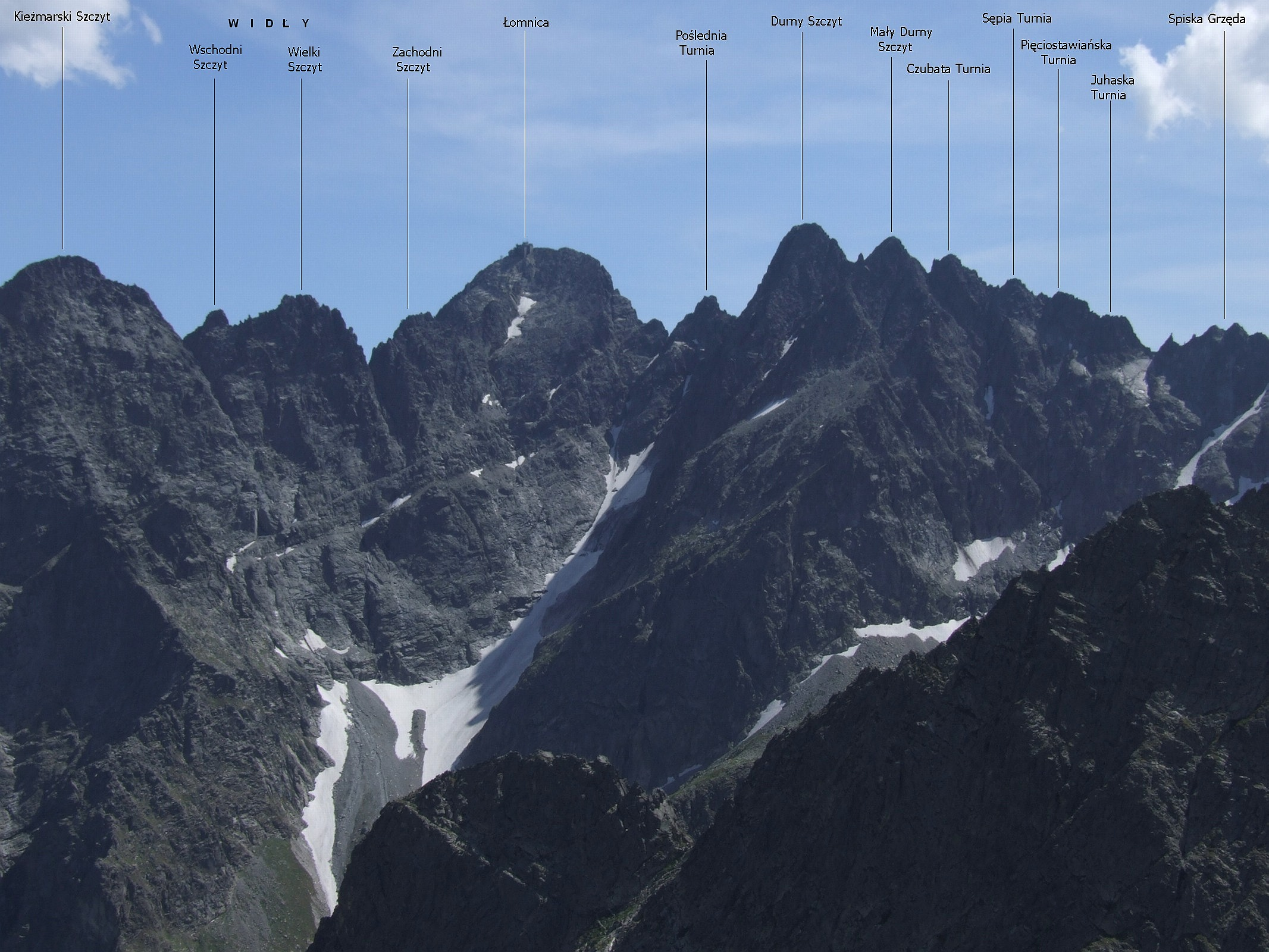
Pięciostawiańska Turnia (wśród podpisanych formacji) – widok od północy